# U.S. Indoor National Championships 1971
Lo U.S. Indoor National Championships 1971 è stato un torneo giocato a Salisbury sul cemento indoor. È stata la 70ª edizione maschile del Torneo di Salisbury, facente parte del Pepsi-Cola Grand Prix 1971.

## Campioni

### Singolare maschile
Clark Graebner ha battuto in finale  Cliff Richey con il punteggio di 2–6, 7–6, 1–6, 7–6, 6–0

### Doppio maschile
Juan Gisbert /  Manuel Orantes hanno battuto in finale  Clark Graebner /  Thomaz Koch con il punteggio di 6–3, 4–6, 7–6